# Pierre Cornoise
La Pierre Cornoise, appelée aussi Pierre de Cornoy ou Pierre de Cornière est un menhir situé sur la commune de Thoury-Férottes dans le département de Seine-et-Marne.

## Historique
Le menhir est signalé en 1848 par E. Paty. Il est classé au titre des monuments historiques en 1889.

## Description
Le menhir,  en forme de corne d'où son nom, est constitué d'une grande dalle en grès de 3,70 m de hauteur pour une largeur à la base de 1,90 m et une épaisseur d'environ 1 m. Il fut renversé vers 1860 puis redressé le 23 mars 1895. Il serait enfoncé dans le sol sur 1,20 m de profondeur. Il comporte de nombreuses cupules naturelles sur toutes les faces et une perforation de 5 cm de diamètre.